# プラハ地下鉄
プラハ地下鉄（プラハちかてつ、Metro v Praze）はチェコの首都プラハを走る地下鉄。プラハ市内および近郊の交通手段としては最も速いものであり、一日に約150万人を輸送するヨーロッパで6番目の輸送規模を誇る地下鉄ネットワークである。
プラハ地下鉄は3路線で構成され、A線が緑、B線が黄、C線が赤とそれぞれが違うテーマカラーを持っており路線図でもそれに準じた表示がされている。全部で57駅があり、総延長60kmのうちの大半が地下路線となっている。営業時間は午前4時～深夜まででラッシュアワーには2分～3分おきの運行がされており、年間では6億2000万人の旅客が利用している。
プラハ地下鉄はプラハでバスやトラムといった公共交通システムを運行しているDopravní podnik hlavního města Prahy a.s.によって行われており、1993年より通勤電車やバスと地下鉄を接続させたり駐車場を駅に併設するパークアンドライド方式を採用するなどして遠方の郊外とのPražská integrovaná doprava（PID）と言われる交通システムを確立している。このシステムではゾーニングによる料金設定が行われているが地下鉄の駅はすべて中心部の一律料金ゾーン内に収まっている。

## 構造

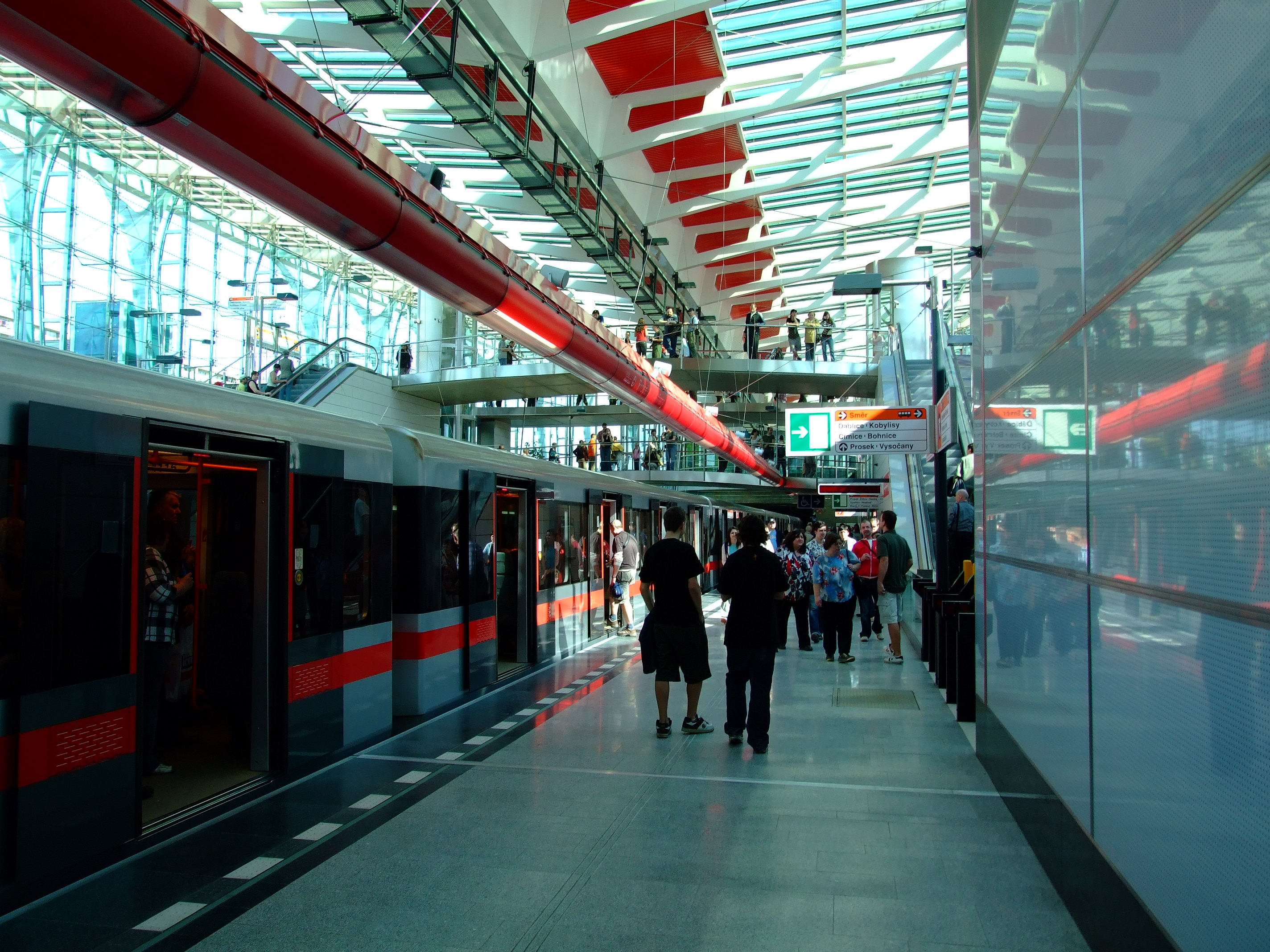
C線のStřížkov駅

プラハ地下鉄は大きく三角形を描くように3路線が敷かれており、それぞれの路線が市内中心部で交わるようになっている。乗換駅のプラットホームは各路線ごとに別々につくられており乗換にはホームを移動する必要がある。また営業中の路線の深さには場所によってかなり差があり、最も深い駅はA線のNáměstí Míru駅で地中52mに作られている（日本最深の地下鉄駅は都営地下鉄の六本木駅で地中42m）。
市内中心部の路線はシールドトンネル工法で造られ、郊外ではかなり浅い位置に走っているため開削工法がとられている。またB線の一部区間は地上に出ておりガラスがはめ込まれたトンネルの中を走っている。地下駅では真ん中のホームの両側に線路が敷かれ上下線の利用客が同じホームを使う島式が採られている駅が多い。
Můstek駅やMuzeum駅といった乗換駅は非常に大きな造りになっており、地上への出入り口もかなり離れた場所にあることも多い。そのため観光客にとってはとてもわかりにくく、目的の駅についても間違った出入り口から出た場合はかなりの長距離を歩かされることも考えられる。そのため、多くの駅には観光客にもわかりやすいよう案内標識が充実している。
| # | 路線名        | 開通年 | 総延長  | 駅数 |
| - | ------------- | ------ | ------- | ---- |
| A | A線 (Linka A) | 1978   | 17.1km  | 17   |
| B | B線 (Linka B) | 1985   | 25.6 km | 24   |
| C | C線 (Linka C) | 1974   | 22.7 km | 20   |
|   | 合計          |        | 65.4km  | 61   |
| D | D線 (Linka D) | 建設中 | 10.5 km | 10   |

## 歴史

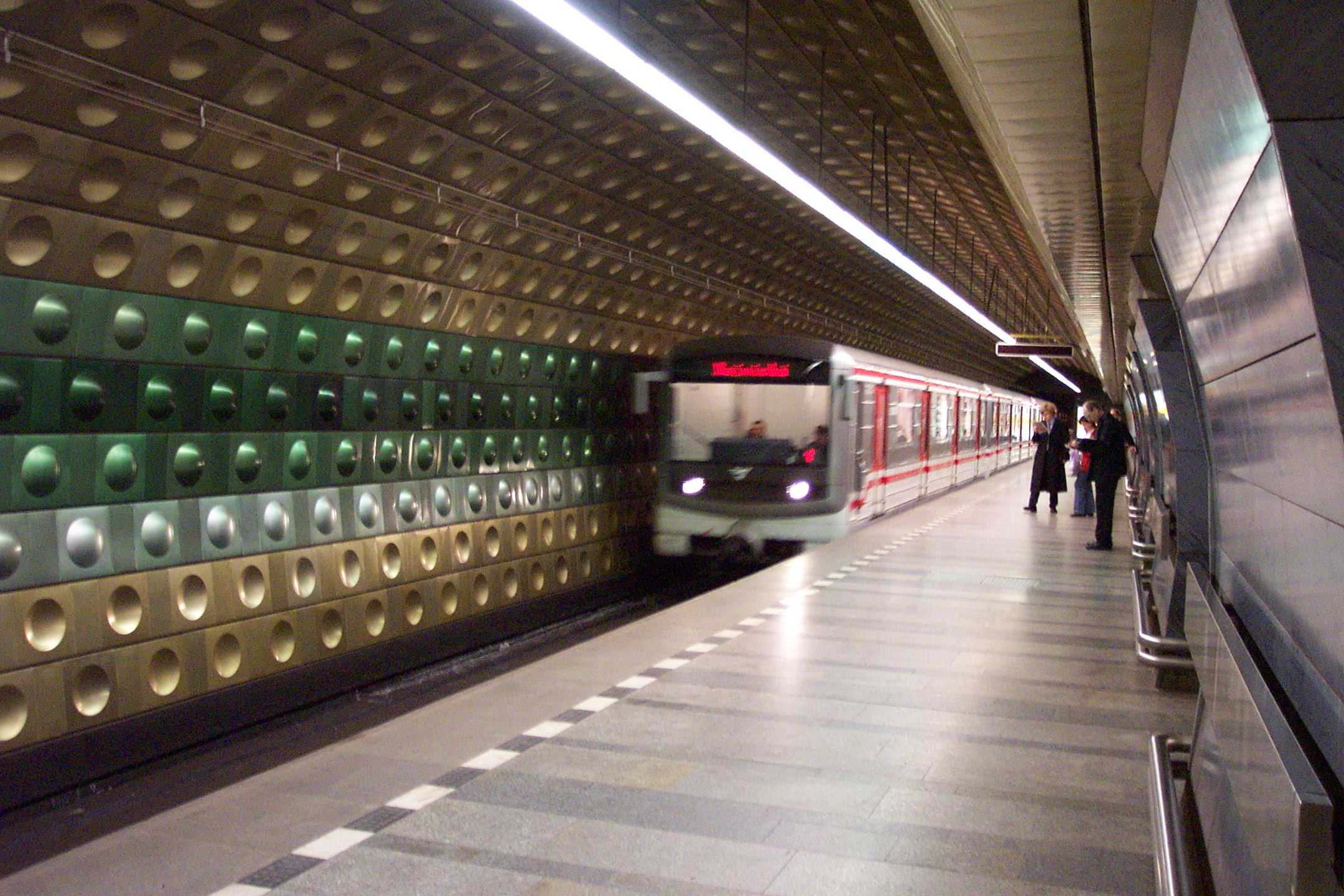
A線のMalostranská駅

青い部分が洪水で浸水した区間

プラハ地下鉄の歴史は比較的浅いものと言えるが、なんらかの地下交通システムを構築しようという試みは19世紀からなされてきた。最初に地下鉄の建設を提言したのはLadislav Rottで、1898年に下水道工事のために市中心部の路面が掘り起こされていたことから同時に鉄道路線を建設すべきだと市議会に対して提案したものの、これは市当局によって拒否された。また1926年にはBohumil BeladaとVladimír Listが初めて「メトロ (Metro)」という言葉を用いて地下鉄建設を提案している。これも早々に拒否されてしまったが、プラハにおける高速交通システムの発展に大きく影響を与えた。1930年代から40年代にかけては路面電車を地下に走らせる方法と地下鉄として独立した交通システムを新設する方法と二つの方法をもとに計画が進められ、第二次世界大戦で経済が荒廃し計画自体はストップしたものの敷設される3路線の計画までもがほぼ出来上がった。
1960年代に路面電車を地下に走らせるという方法を採用することが決定し1967年8月に最初の駅であるHlavní nádraží駅の建造がスタートした。しかし建設が始まってからすぐにソビエト連邦のアドバイザーの影響により計画は路面電車から地下鉄システムへと変更になり、1974年最初にC線のFlorenc～Kačerov間が営業を開始した。その後も地下鉄建設は着々と進められて1978年にはA線の一部が、1985年にはB線の一部が相次いで営業を開始した。その後は各路線の延長工事が進められ現在の形になったのはA線Dejvická〜Nemocnice Motol間が開業した2015年のことである。
また1990年にはビロード革命により共産主義やソビエト連邦の影響をうけている駅名の多くが改名された。また老朽化したロシア製の車両の交換作業が進められ、2007年に完了した。
2002年プラハ地下鉄は中央ヨーロッパ周辺で猛威をふるった洪水で壊滅的な被害を受けた。19の駅が浸水しプラハの交通システムはマヒし、その被害は70億チェコ・コルナ（約350億円）ともいわれる。被害をうけた区間はその後数ヶ月間にわたって運休し、最も大きな被害を受けたKřižíkova駅が営業を再開するのは翌年の3月のことであった。現在はいくつかの駅に洪水により浸水した水がどこまで達したかを示す金のプレートが設置されている。
2004年にはC線がさらに北に延伸したが、その際ヴルタヴァ川を横断するトンネルの敷設方法でejecting-tunnels（プラハ地下鉄C線#C線第4区間1参照）という非常に変わった方法が採られたことでも知られる。またA線は車両基地の建設のために東に延伸し、初のトンネルで覆われていない地上区間となったほか、C線は都心と北東にある住宅地域をつなぐために2008年にさらに延伸した。

## 特徴
A線とB線の乗換駅であるMůstek駅は「小さな橋」という意味で、駅周辺の一帯をさす地名である。もともとこの地名に由来はわかっていなかったものの地下駅の建設の際に中世に作られた橋の残骸が発見されたことでその由来が判明し、現在その残骸はMůstek駅の北西の出口近くで見ることができる。
A線のNáměstí Míru駅にあるエスカレーターは全長100mあり、建設者によるとヨーロッパで最長のエスカレーターということである。このエスカレーターは乗ってから降りるまでに約2分半かかる。

## 将来
プラハ地下鉄は新たにD線を建設する計画がある。D線は市の中心部から南部方向に延びる路線で、無人運転になる予定である。計画通りに進めば2018年に着工され、2022年または2023年に完成する。また計画はまだ確定していないがさらにE線を建設する動きもある。またA線に関してはさらに路線を伸ばして最終的にルズィニエ国際空港に接続させようとの動きもある。